# Estádio D. Afonso Henriques
El Estádio D. Afonso Henriques (en español: Estadio Dom Alfonso Henriques) es un estadio de fútbol en la ciudad de Guimarães en Portugal, el estadio fue remodelado para recibir la Eurocopa 2004. El estadio, con capacidad para 30.029 espectadores, es propiedad del Vitória de Guimarães, el club de fútbol de la ciudad. El nombre del estadio es en honor al primer rey de Portugal, Alfonso I de Portugal, nacido en Guimarães.

## Historia
El estadio fue construido en 1965 como la sede del Vitória de Guimarães, contaba con una superficie natural y tenía un aforo inicial de unos 15.000 espectadores y se amplió a finales de la década de 1980 hasta un máximo de 33.000 espectadores, entre personas sentadas y de pie.
El estadio fue sede de la Copa Mundial de Fútbol Sub-20 de 1991 en la que albergó cuatro partidos, uno de ellos de semifinales, además de haber sido sede de la selección nacional en dos partidos, uno de ellos clasificatorio para la Eurocopa de 2000 ante Azerbaiyán.
El estadio fue objeto de importantes obras de remodelación y vio ampliada su capacidad en 2003 para albergar la Eurocopa 2004.
En 2019, Guimarães fue, junto con Oporto, una de las sedes que acogió la primera edición de la nueva competición denominada Liga de las Naciones de la UEFA.

## Eventos deportivos internacionales

### Partidos de la selección nacional
| #  | Fecha               | Resultado | País       | Motivo               |
| -- | ------------------- | --------- | ---------- | -------------------- |
| 1. | 16 de enero de 1983 | 0–3       | Francia    | Amistoso             |
| 2. | 26 de marzo de 1999 | 7–0       | Azerbaiyán | Euro 2000 qualifying |

### Partidos de laCopa Mundial de Fútbol Sub-20 de 1991
El primer torneo internacional que acogió el D. Afonso Henriques fue el Campeonato Mundial de Fútbol Sub-20 de 1991, en el que albergó tres partidos del Grupo C y una semifinal.
| Fecha               | Resultado         | Resultado | Resultado       | Ronda       | Asistencia |
| ------------------- | ----------------- | --------- | --------------- | ----------- | ---------- |
| 16 de junio de 1991 | Egipto            | 0–1       | Unión Soviética | Group C     | 5 680      |
| 20 de junio de 1991 | Australia         | 1–0       | Egipto          | Group C     | 8 800      |
| 20 de junio de 1991 | Trinidad y Tobago | 0–4       | Unión Soviética | Group C     | 8 800      |
| 26 de junio de 1991 | Brasil            | 3–0       | Unión Soviética | Semifinales | 22 000     |

### Partidos de laEurocopa 2004
El Estadio D. Afonso Henriques acogió dos partidos de la fase de grupos de la Eurocopa 2004. Entre ellos, el partido inaugural y el partido final del Grupo C, que confirmó la eliminación de Italia de la fase de grupos. 
| Fecha               | Resultado | Resultado | Resultado | Ronda   | Asistencia |
| ------------------- | --------- | --------- | --------- | ------- | ---------- |
| 14 de junio de 2004 | Dinamarca | 0–0       | Italia    | Group C | 29 595     |
| 22 de junio de 2004 | Italia    | 2–1       | Bulgaria  | Group C | 19 242     |

### Partidos de laEurocopa Sub-21 de 2006
También fue sede de dos partidos del Grupo A en la fase final de la Eurocopa sub-21 de 2006, que se celebró en el norte de Portugal.
| Fecha              | Resultado | Resultado | Resultado | Ronda   | Asistencia |
| ------------------ | --------- | --------- | --------- | ------- | ---------- |
| 25 de mayo de 2006 | Francia   | 3–0       | Alemania  | Group A | 8 023      |
| 28 de mayo de 2006 | Alemania  | 0–1       | Portugal  | Group A | 28 174     |

### Partidos de las finales de laLiga de Naciones de la UEFA 2018-19
En 2018 acogió el partido entre Portugal y Polonia en la última jornada del Grupo 3 de la Liga A de la primera edición de la UEFA Nations League 2018-19. Al año siguiente fue sede de dos partidos de la Fase Final de la misma competición.
| Fecha              | Resultado    | Resultado | Resultado  | Ronda                  | Asistencia |
| ------------------ | ------------ | --------- | ---------- | ---------------------- | ---------- |
| 6 de junio de 2019 | Países Bajos | 3–1       | Inglaterra | Semifinales            | 25 711     |
| 9 de junio de 2019 | Suiza        | 0–0       | Inglaterra | Tercero y cuarto lugar | 15 742     |

### Galería de imágenes

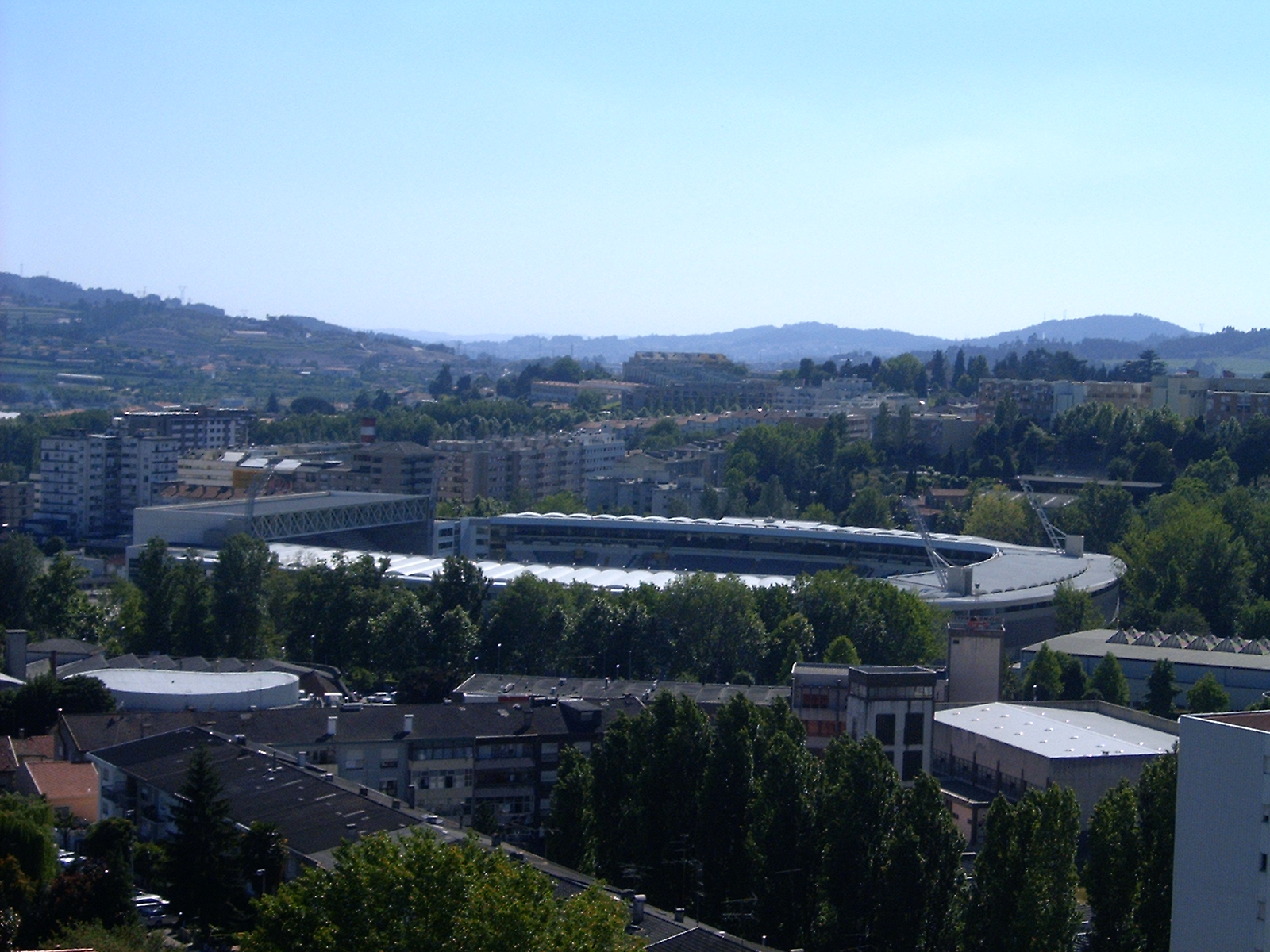
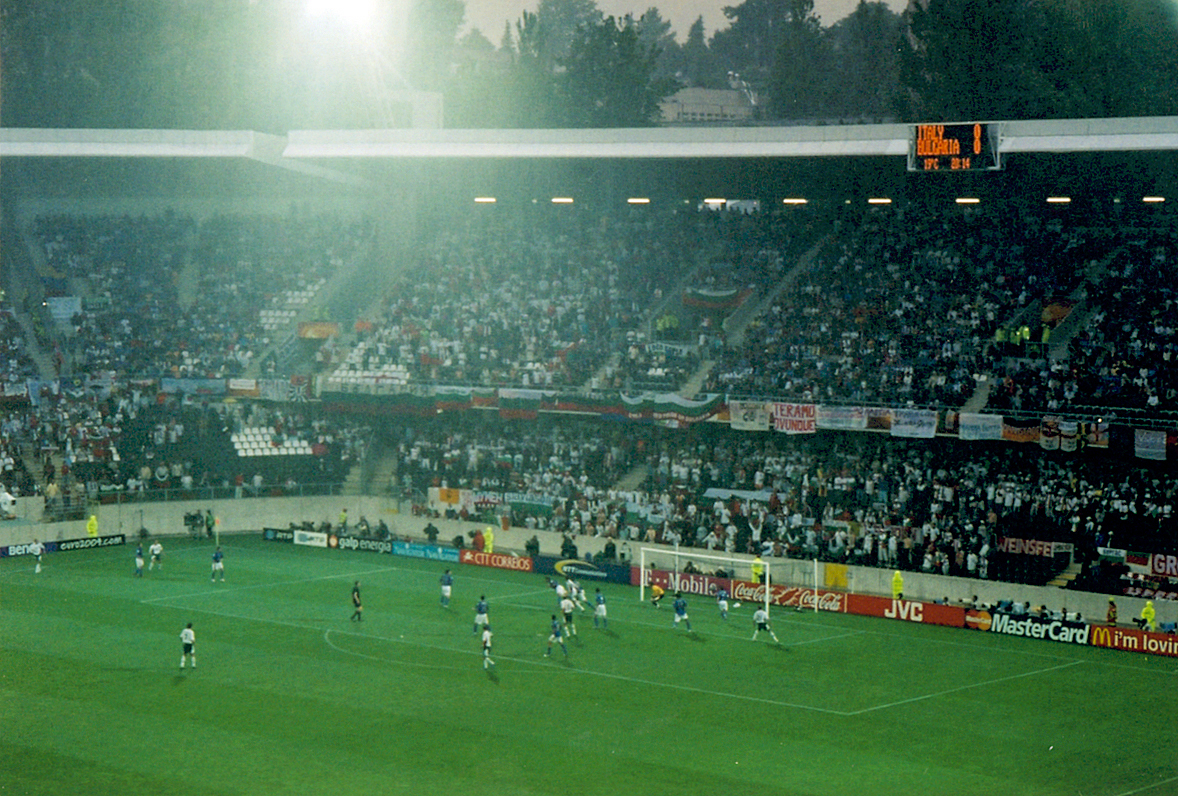
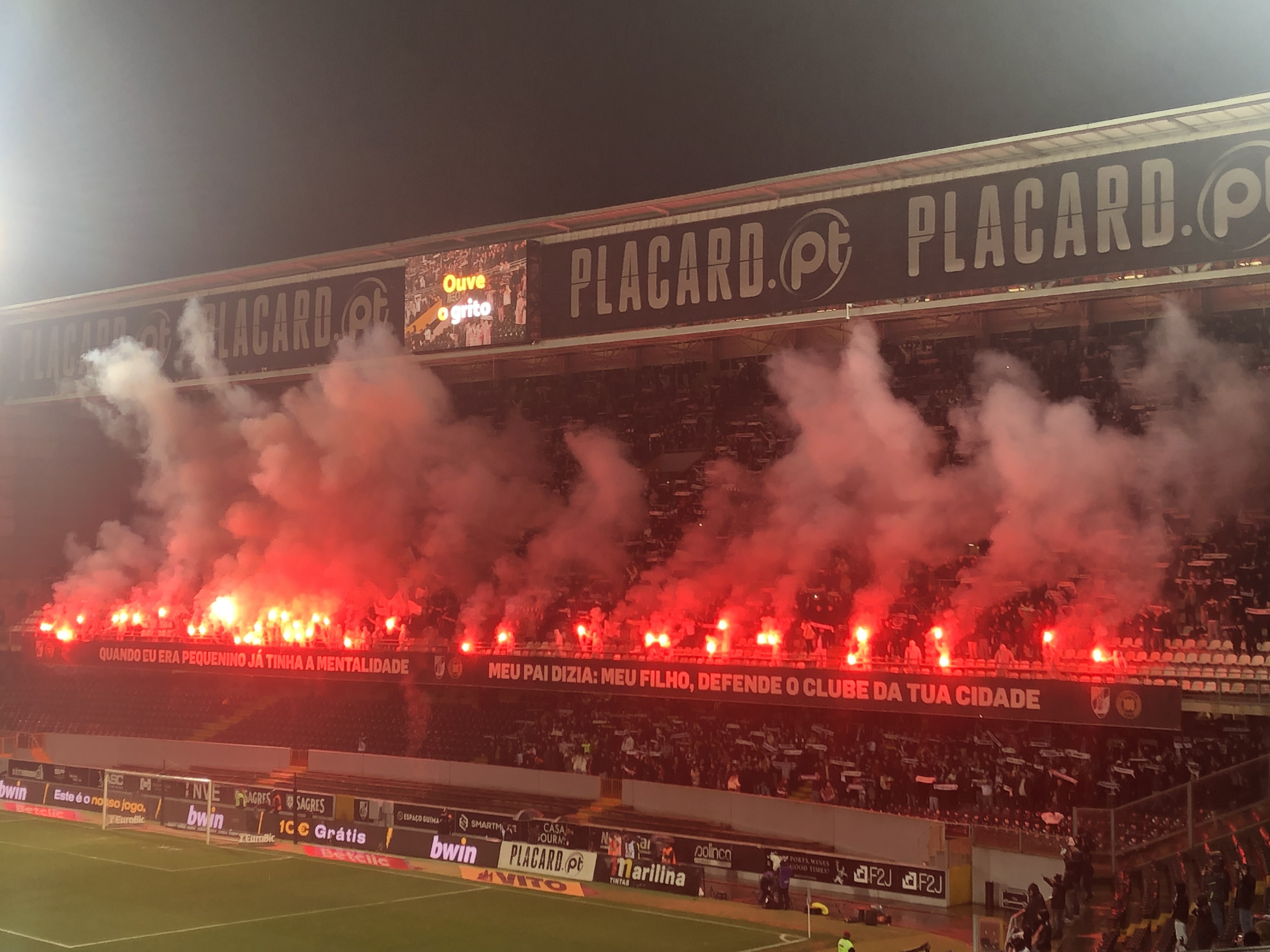